# Litoria arfakiana
Litoria arfakiana – gatunek płaza bezogonowego z podrodziny Pelodryadinae w rodzinie rzekotkowatych (Hylidae). 

## Taksonomia
Część specjalistów uważa, że pod tą nazwą ukrywa się w rzeczywistości nie jeden, a kilka gatunków.

## Występowanie
Płaz ten występuje na Nowej Gwinei, zarówno w części wyspy należącej do Indonezji, jak i Papui-Nowej Gwinei. Jedno ze źródeł jako miejsce występowania podaje także wyspy Goodenough i Fergusson Island z grupy Wysp d’Entrecasteaux należącej do Papui-Nowej Gwinei.
Zwierzę występuje na wysokościach nie niższych niż 500 i nie wyższych niż 2000 metrów nad poziomem morza. Preferuje tereny porośnięte lasami deszczowymi w bliskości strumyków i potoków.

## Rozmnażanie
Występuje larwa zwana kijanką. Podczas gdy młodsze kijanki prowadzą wodny tryb życia, starsze wiodą już mieszany.

## Status
Jego stabilną populację cechuje duża liczebność.
Lokalnie niekorzystny wpływ na gatunek odgrywa zanieczyszczenie strumieni.